# Eociconia sangequanensis
Eociconia sangequanensis — викопний вид птахів родини лелекових (Ciconiidae). Існував в еоцені на території Китаю. Скам'янілі рештки знайдені у пластах чорних горючих сланців формації Huayong провінції Ґуандун.